# Skånebanken, Stockholm

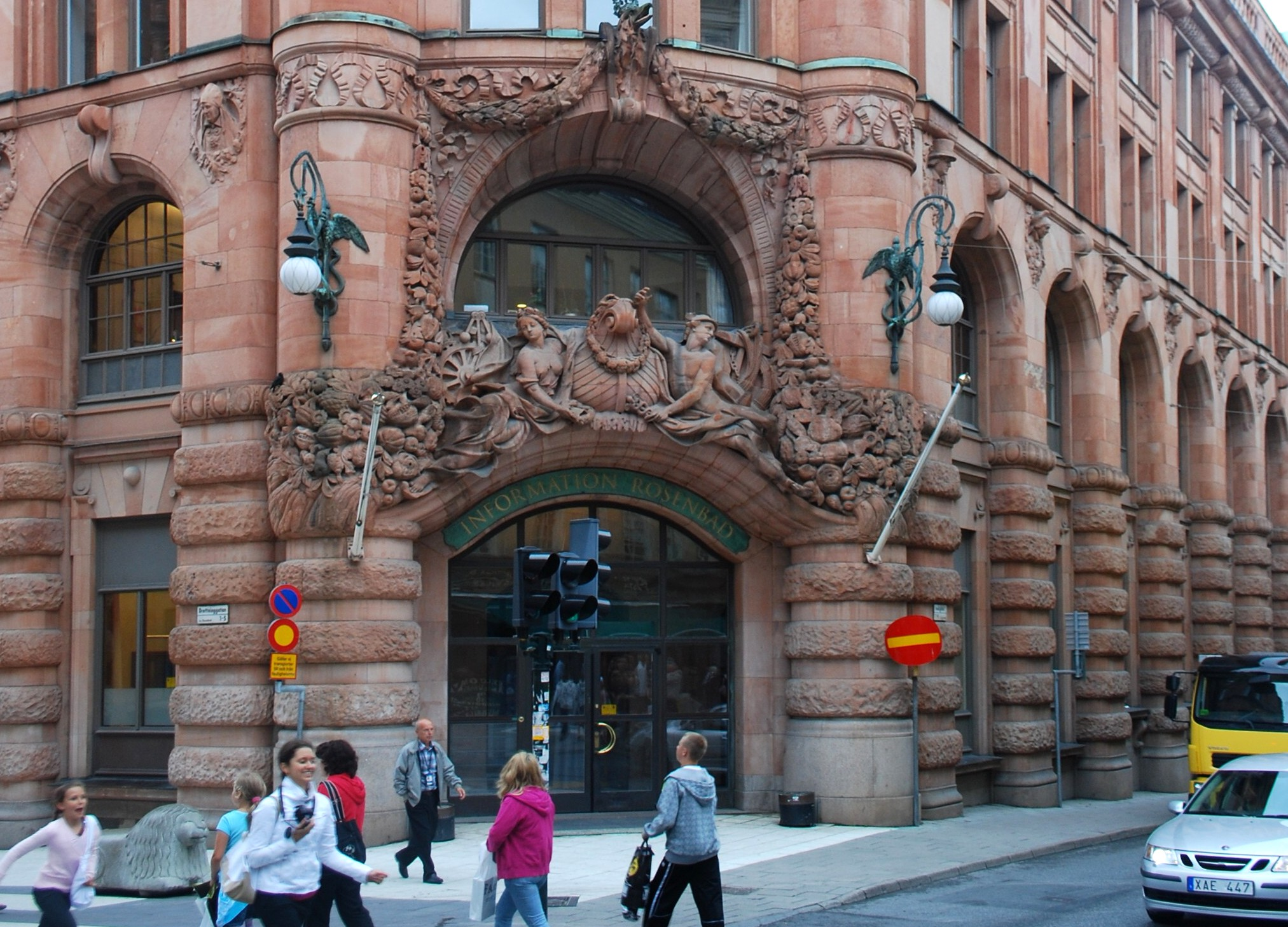
F.d. Skånebanken entré 2009.

Skånebanken är före detta Skånes Enskilda Banks bankpalats i kvarteret Rosenbad i hörnet Fredsgatan 7 / Drottninggatan 5 i Stockholm. Fastigheten är blåmärkt av Stadsmuseet i Stockholm, vilket är det starkaste skyddet och innebär "att bebyggelsen bedöms ha synnerligen höga kulturhistoriska värden".

## Historik

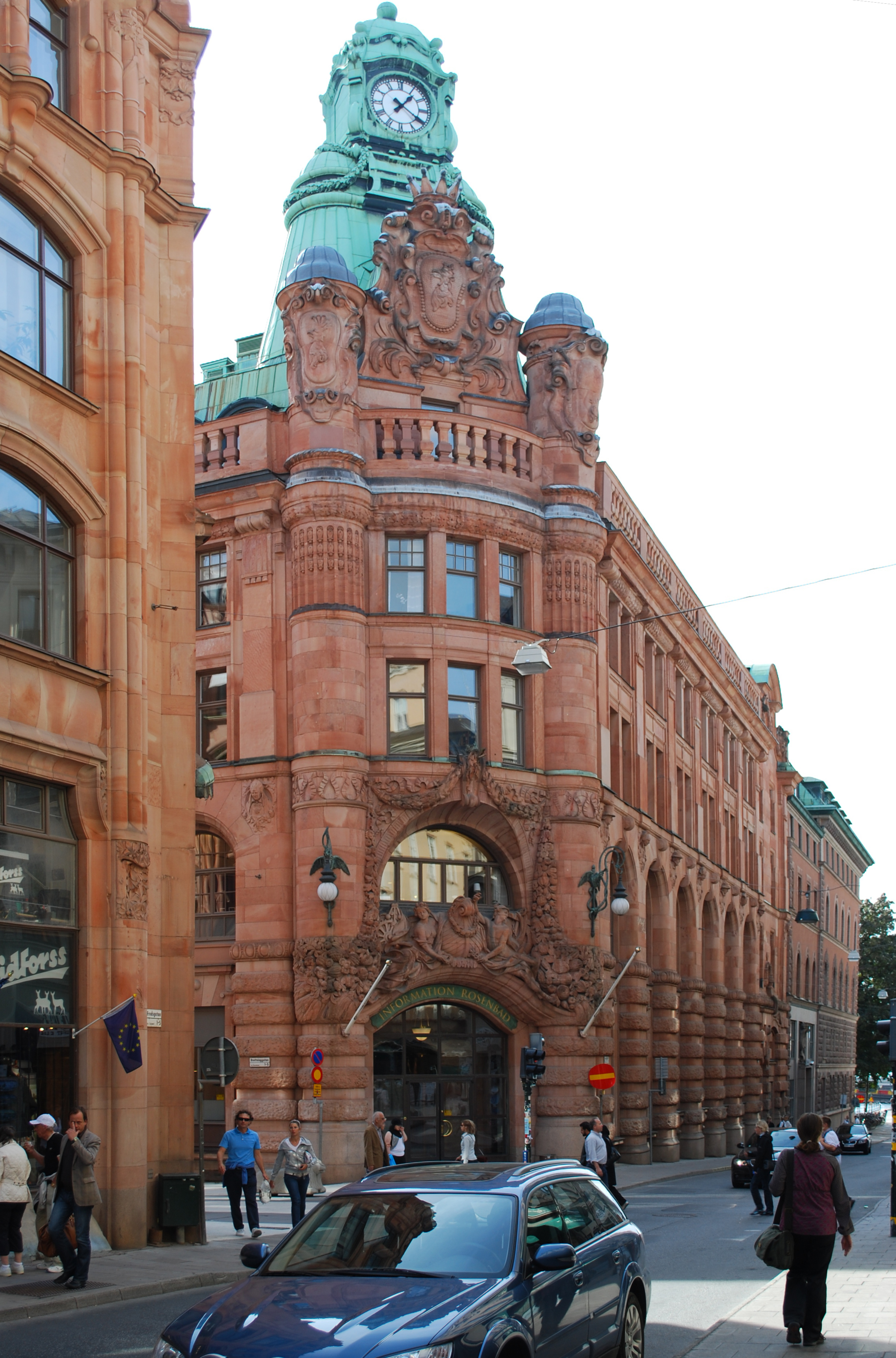
Skånebankens byggnad 2009.

I slutet av 1800-talet var Skånes Enskilda Bank landets största affärsbank och hade 1878 upprättat ett avdelningskontor i Stockholm på Drottninggatan 6, Stockholm   Under Carl Herslows tid som styrelseordförande påbörjades 1897 bygget av ett nytt bankpalats, tvärs över gatan i kvarteret Rosenbad på Drottninggatan 5. Bygget hade året innan föregåtts av en tävling mellan sju arkitekter varvid Gustaf Wickman fick i uppdrag att inte bara manifestera landets största affärsbanks styrka i handel, sjöfart och industri, byggnaden skulle också vara ett monument över landskapet Skåne. Bygget kostade 1,5 miljoner kronor (varav tomten betingade ett pris på 600.000), och 1900 stod palatset, i röd övedssandsten, klar.
Stilen kan beskrivas som Jugendbarock, inspirerad av tysk och amerikansk arkitektur. Husets entrégavel tronar upp sig likt ett överdådigt barockaltare mot Drottninggatan, rikt smyckat med ymnighetshorn och skulpturer. Portalskulpturen är en allegori över handel och sjöfart och är ett samarbete mellan arkitekten och bildhuggaren G F Nordling. Gaveln kröns av den skånska gripen. Skulpturer av den skånska allmogen, utförda av Christian Eriksson, är placerade ovanför andra våningens fönsterrader för att utstråla trygghet.
Wickman placerade bankhallen på innergården och lät ljuset strömma in genom takfönstret, vilket var en nyhet i landet. Inredningen var gjord i mahogny och marmor och belystes i brist på solljus av elektriskt ljus. Genom en konstruktion av järnkolonner och bjälklag av stålbalkar undvek man bärande mellanväggar i kontorsrummen vilket gjorde planlösningen flexibel. Skånebankens moderna byggnadskonst kom att bli ledande för andra banker.
Reaktionerna på den moderna byggnaden var starka. En kritiker kallade den med takfönster belysta bankhallen för "Pengarnas danssal". Någon skrev "Det är djärft och fantasifyldt till den grad, som förvånar vår beräknande och af lärdomsformar mättade tid". I ett brev till Wickman berömde konstnären Carl Larsson arkitekten för att vara "landets manligaste, originellaste och mest konstnärlige arkitekt".
Då Skånes Enskilda Bank 1910 slogs samman med Skandinaviska Kreditaktiebolaget såldes byggnaden för 1,5 miljoner till Mälarbanken. Man fortsatte dock att bruka den i ytterligare några år, och först 1919 flyttade Mälarbanken sitt huvudkontor till adressen. Efter fusionen med Svenska Handelsbanken 1926 hade denna bank kontor i huset till början av 1940-talet, då lokalerna övertogs av Sparbankernas bank. Stockholms stads sparbank köpte 1941 lokalerna som förenades med bankens byggnad på Fredsgatan 9 i en ombyggnation ledd av Ivar Tengbom
I slutet av 1960-talet lämnade banken lokalerna och staten köpte fastigheten. I slutet av 1970-talet, i samband med att Regeringskansliet övertog lokalerna, genomfördes en omfattande renovering under ledning av arkitekten Anders Tengbom varefter Regeringskansliet flyttade in. Ledorden var att bevara byggnadens själ och karaktär, men samtidigt anpassa den efter dagens behov. 
Skånebanken är idag statligt byggnadsminne och förvaltas av Statens fastighetsverk. Lokalerna hyser bland annat Information Rosenbad, och i den gamla bankhallen återfinns Rosenbads konferenscenter.

## Bilder
|  |  |  |